# HD 108874
Désignations
HD 108874 est une étoile naine jaune de la constellation de la Chevelure de Bérénice. D'après la mesure de sa parallaxe annuelle par le satellite Gaia, elle est située à ∼ 195 a.l. (∼ 59,8 pc) de la Terre. 

## L'étoile
HD 108874 est une naine jaune de type spectral G9 V. Sa taille est d'environ 122 % celle du Soleil et sa luminosité de 114 %. Il s'agit donc d'une étoile assez similaire au Soleil. Elle est plus vieille de 2,7 milliards d'années que notre étoile.

## Le système planétaire
En 2002, HD 108874 b, une exoplanète jovienne, a été découverte par Paul Butler, Geoffrey Marcy et leur équipe. Elle est située dans la zone habitable de son étoile, elle reçoit un ensoleillement presque similaire à la Terre, par rapport aux autres planètes extra-solaires. En 2005, des observations plus poussées ont révélé que cette étoile possède une autre planète jovienne orbitant un peu plus loin, désignée HD 108874 c. Ces deux planètes ont une résonance orbitale de 4:1, ce qui signifie que quand HD 108874 b effectue quatre orbites autour de l'étoile, HD 108874 c n'en parcourt qu'une seule, parce ce que la période orbitale de la planète c est quatre fois plus longue que celle de la planète b.
| Planète     | Masse minimum (MJ) | Période orbitale (jours) | Demi-grand axe (ua) | Excentricité |
| ----------- | ------------------ | ------------------------ | ------------------- | ------------ |
| HD 108874 b | 1.23               | 395.4 ± 2.5              | 1.051 ± 0.02        | 0.07 ± 0.04  |
| HD 108874 c | 0.718              | 1605.8 ± 88              | 2.68 ± 0.25         | 0.25 ± 0.07  |